# فرزوغه
فرزوغه (به عربی: فرزوغة) یک منطقهٔ مسکونی در لیبی است که در استان مرج واقع شده‌است. فرزوغه ۶٬۵۶۴ نفر جمعیت دارد.